# أنطون فلاسوف
أنطون فلاسوف (الروسية: Антон Васильевич Власов) هو لاعب كرة قدم روسي في مركز الدفاع، ولد في 11 مايو 1989 في أوست-لابينسك في روسيا. شارك مع منتخب روسيا تحت 21 سنة لكرة القدم. أما مع النوادي، فقد لعب مع أنجي محج قلعة وسيسكا موسكو ونادي أكاديمية تولياتي لكرة القدم ونادي أورينبورغ ونادي روستوف أون دون ونادي فولغا نيجني نوفغورود.

## وصلات خارجية
- أنطون فلاسوف على موقع قاعدة بيانات كرة القدم.إي يو (الإنجليزية)
- أنطون فلاسوف على موقع Soccerway.com (الإنجليزية)